# Maps.me
Maps.me (abans MapsWithMe) és una aplicació mòbil que proporciona mapes fora de línia mitjançant dades d'OpenStreetMap. El novembre de 2014 va ser adquirida per Mail.Ru Group i va passar a formar part de la seva marca My.com. El setembre de 2015 l'aplicació va esdevenir de codi obert i una versió de programari lliure i de codi obert també es va posar a disposició a F-Droid fins que l'aplicació es va vendre al processador de pagaments Daegu Limited, part de Parity.com, que va canviar la interfície d'usuari i el contingut de l'aplicació, fet que va comportar que els fundadors originals de MapsWithMe, Alexander Borsuk i Viktor Govako, fessin una bifurcació de codi obert sense anuncis ni rastrejadors anomenada Organic Maps com a resposta.

## Història
Maps.me va ser creada per Yury Melnichek, Alexander Borsuk, Viktor Govako i Siarhei Rachytski i va arribar a incorporar 2,5 milions d'usuaris a tot el món. 
El novembre de 2014, va ser adquirida per Mail.Ru Group per 542 milions de rubles (al voltant de 14 milions de dòlars en aquell moment), va passar a formar part de la seva marca My.com i l'aplicació es va fer gratuïta. El setembre de 2015 l'aplicació va ser de codi obert i, a més, se'n va posar a disposició una versió a F-Droid.
El novembre de 2020, Mail.Ru Group va vendre Maps.me al processador de pagaments Daegu Limited, part de Parity.com Group, per 1.560 milions de rubles. Daegu Limited va canviar la interfície d'usuari i el contingut de l'aplicació. Després d'aquesta adquisició el gener de 2021, Borsuk i Govavko van crear una bifurcació, Organic Maps, que la comunitat FOSS desenvolupa.